# Konrad VI. von Haimberg
Konrad VI. von Haimberg († 21. Juli 1381) war der 35. Bischof von Regensburg und Fürstbischof des Hochstiftes Regensburg von 1368 bis 1381.
Konrad VI. von Haimberg folgte einer zerstrittenen Zeit, in der der von den Habsburgern favorisierte Heinrich III. von Stein mit dem Hohenzollern Friedrich um den Bischofsstuhl konkurrierten. In der nach dem Tod Friedrichs folgenden Sedisvakanz trat Dompropst Konrad ab 1365 bereits als Administrator auf und wurde schließlich 1368 zum Bischof erwählt. Das Hochstift war durch die vorausgehenden Streitigkeiten finanziell ruiniert. Konrad VI. sah sich aufgrund der Schuldenlast gezwungen, sich dem Domkapitel zu unterstellen und von ihm sein Gehalt zu beziehen. 
Er hielt 1377 eine Diözesansynode ab. Er ist ein Zeitgenosse von Konrad von Megenberg, der bis zu seinem Lebensende in Regensburg lebte.
Das Epitaph im Regensburger Dom zeigt den Bischof als zentrales Motiv in Form eines Halbreliefs, gekleidet in Amtstracht und bischöflichen Hoheitszeichen.